# Tartrazina

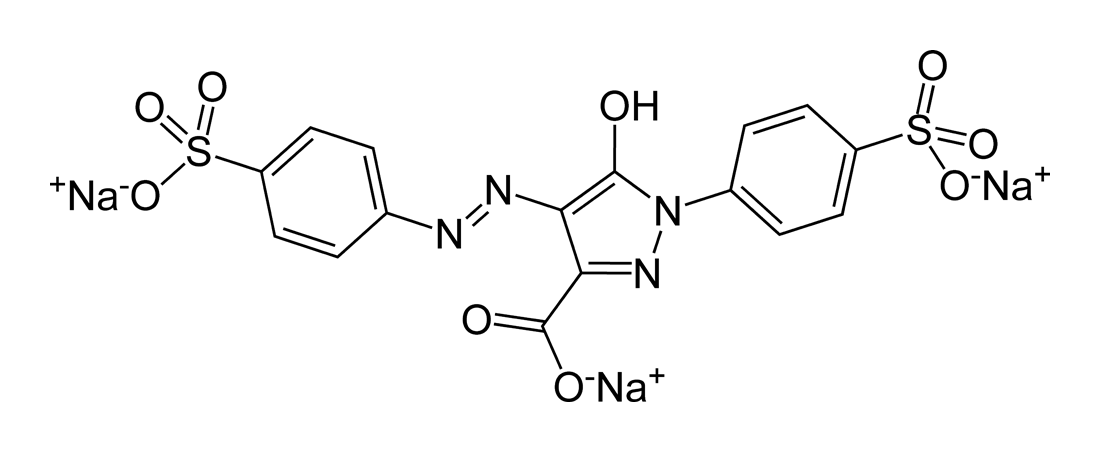
Estrutura química da tartrazina, C_{16}H_{9}N_{4}Na_{3}O_{9}S_{2}

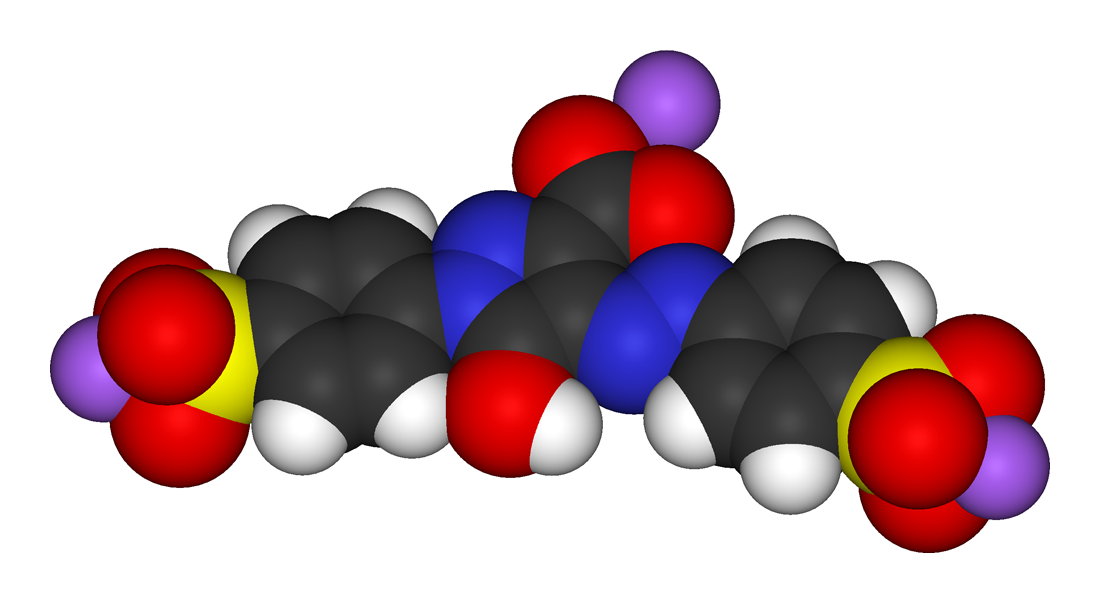
Modelo de preenchimento de espaço da tartrazina - os íons de sódio são mostrados em violeta

A tartrazina, também conhecida como E102, é um pigmento sintético pertencente ao grupo funcional dos azo-compostos (compostos orgânicos que apresentam nitrogênio em sua estrutura química), e que proporciona a cor amarelo-limão se utilizada como corante alimentar, por exemplo. É derivada do creosoto mineral, e possui solubilidade na água e absorção máxima em solução aquosa de 427±2 nm. Seu uso mais frequente se dá em condimentos (bala, goma de mascar, gelatina), como também em cosméticos e medicamentos.
Nos Estados Unidos e no Reino Unido, a tartrazina é muito utilizada em sua cor amarela, mas também é usada em combinação com os corantes E133 (Azul brilhante FCF) ou E142 (Verde S) para produzir vários tons de verde. O uso da tartrazina é banido na Noruega, e já foi banido na Áustria e Alemanha, antes do Conselho Diretivo da Comunidade Europeia 94/36/EC ter revogado o seu banimento.
A tartrazina é sintetizada a partir do alcatrão de carvão, é solúvel em água fria e gordura. A sua síntese pode gerar um total de até 10% de impurezas, algumas dessas sendo o 4-aminobifenil, 4-aminoazobenzeno e a benzidina, que podem apresentar efeitos carcinogênicos ou mutagênicos, ou seja, podem alterar a estrutura do DNA, provocando a formação de tumores. No entanto, desde que sejam consumidos em quantidades estabelecidas pela legislação, não há riscos à saúde.
No Brasil, a tartrazina tem o seu uso restrito e regulado pela ANVISA, que estabelece normas para sua aplicação em medicamentos, os quais devem possuir mensagem alertando sobre possíveis reações alérgicas em pessoas sensíveis à tartrazina, como a asma, bronquite e urticária. Entretanto, os estudos sobre os efeitos alérgicos da tartrazina ainda não são conclusivos, portanto optou-se por não individualizá-la dos demais ingredientes nos rótulos de alimentos (como ocorre com o glúten e a fenilalanina), mas apenas registrá-lo junto com os demais ingredientes.
O corante tartrazina pode ser preparado através da diazotação do ácido-4-aminobenzeno com o ácido nítrico e nitrito de sódio. O composto diazo formado se associa ao 4,5-di-hidro-5-oxo-1-(4-sulfofenil)-1H-pirazole-3-ácido carboxílico ou com o éster metílico ou éster etílico, ou sal de ácido carboxílico, que então, é isolado e purificado, assim como o sal de sódio ou cálcio.
A benzidina é uma amina aromática que pode ser uma importante origem para a formação do ácido sulfanílico, sendo este, um precursor para a síntese da tartrazina. Para a síntese através da benzidina, induz-se a diazotação desta, restando parte de benzidina livre na forma de corantes subsidiários como o corante T diazo benzidina-pirazolona. Sendo assim, quando mamíferos ingerem a tartrazina obtida por esse método, os compostos presentes são reduzidos no intestino liberando a benzidina em sua forma livre.